# Elam

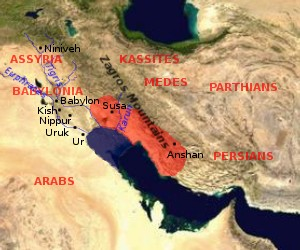
Civilizația Elam și vecinii săi

Elamul (pronunție: [elam]; în sumeriană: 𒉏𒈠𒆠 NIM.MAki), este una dintre cele mai vechi civilizații cunoscute, care a durat între aproximativ 2700 î.Hr. n. până în 539 î.Hr.. Elam s-a situat în vestul și sud-vestul Iranului de azi, precum și în porțiuni ale sudului Irakului.

## Etimologie

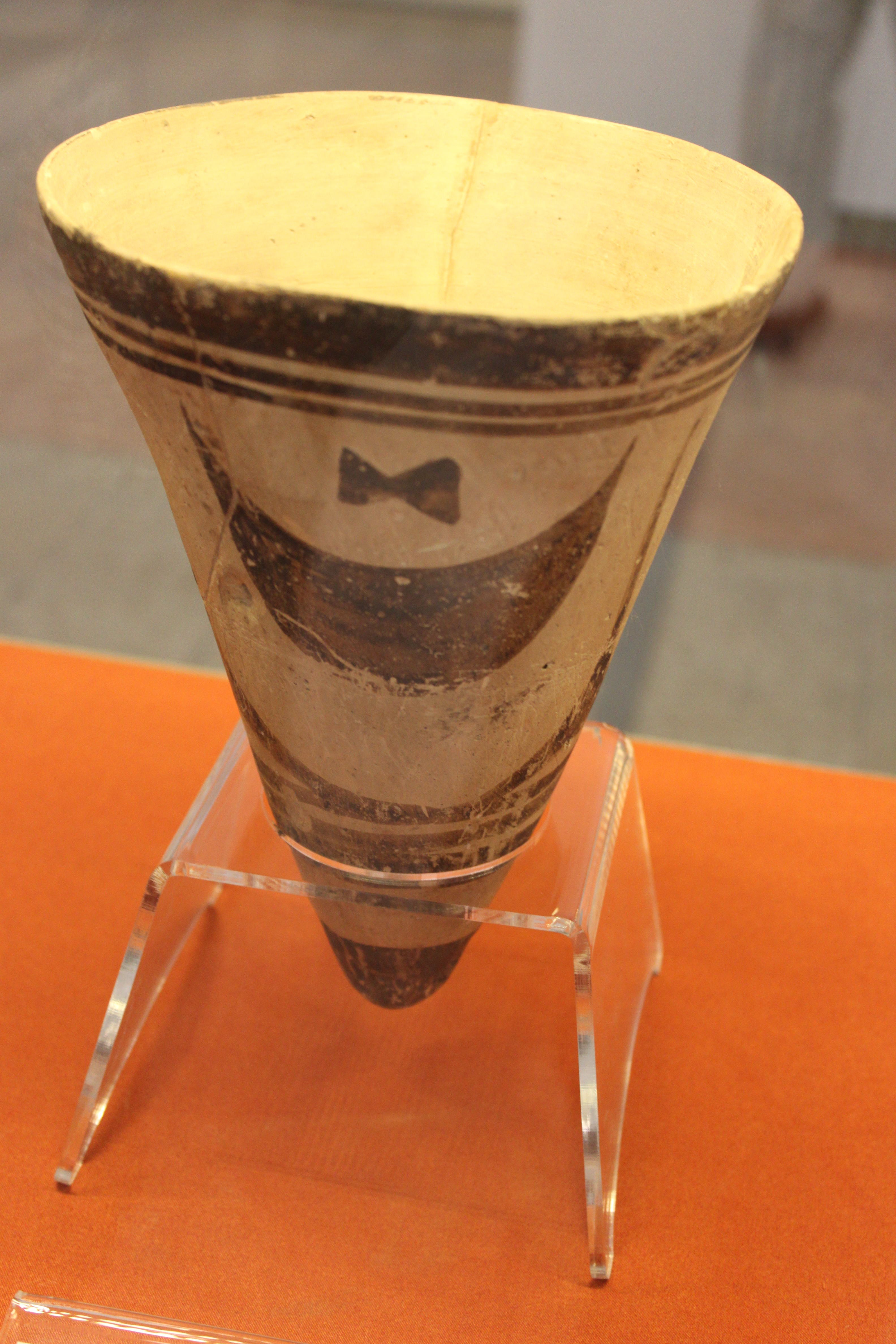
Vas proto-elamit expus în Muzeul Național al Iranului din Teheran

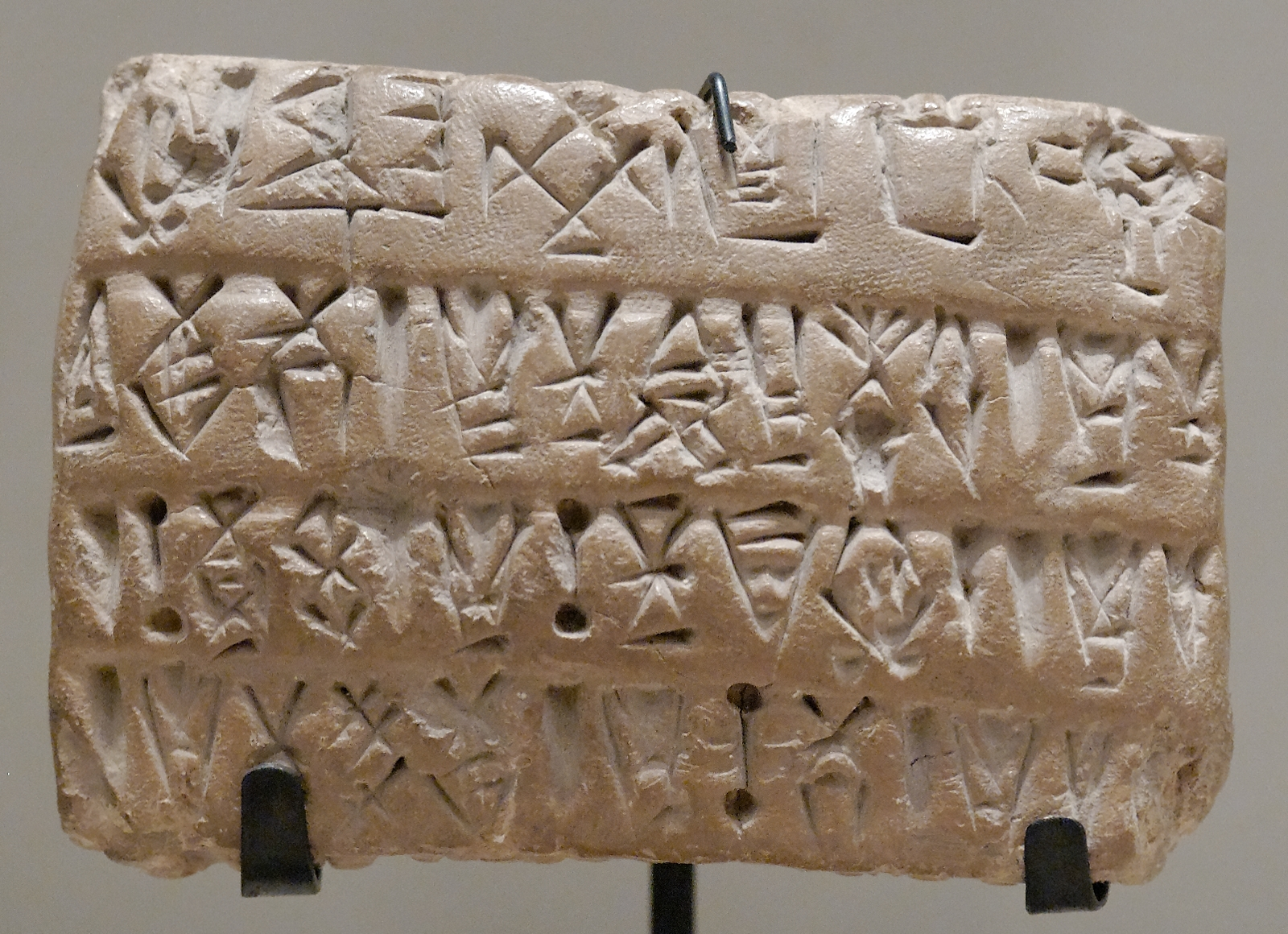
Tăbliță de lut cu inscripție în limba elamită, expusă în Muzeul Luvru din Paris, Franța

Elamiții își numeau țara Haltamti. Sumerienii îi spuneau 𒉏𒈠𒆠 NIM.MAki sau uneori ELAM. Akkadienii îi ziceau Elamû sau Elamītu.
În timpurile preistorice, civilizația elamită se afla în provinciile Khuzestān și  Īlām. Numele actual al provinciei Khuzestān derivă de la numele persan al Susei: Hūjiya (în persana veche: 𐎢𐎺𐎩).

## Istorie

Animație în care este prezentată istoria Elamului

Cunoștințele despre istoria Elamului rămân în mare parte fragmentare, sursele de informații provenind majoritatea din Mesopotamia (Sumer, Akkad, Asiria & Imperiul Babilonian). Istoria Elamului se întinde pe mai mult de două milenii. Perioadele în care se împarte sunt:
- Perioada Proto-Elamită: circa 3200 î.e.n. – circa 2700 î.e.n.;
- Perioada Elamită Timpurie: circa 2700 î.e.n. – circa 1600 î.e.n. (primele documente de dinainte de dinastia Epartiană);
- Perioada Elamită Mijlocie: circa 1500 î.e.n. – circa 1100 î.e.n. (de la dinastia Anzanită până la invadarea de către babilonieni a Susei);
- Perioada Neo-Elamită: circa 1100 î.e.n. – 540 î.e.n. (perioada caracterizată de influență asiriană. Anul 539 î.e.n. marchează începutul perioadei ahemenide).

### Perioada Proto-Elamită
Civlizația proto-elamită s-a dezvoltat la est de râurile Tigru și Eufrat, altfel spus la est de Sumer. 
Orașul proto-elamit Susa a fost fondat în jurul anului 4000 î.e.n., pe râul Karun. Acesta este considerat locul formării culturii proto-elamite. Perioada Proto-Elamită se termină odată cu stabilirea dinstiei Awan